# カリニャーノ
カリニャーノ（伊: Carignano）は、イタリア共和国ピエモンテ州トリノ県にある基礎自治体（コムーネ）。

## 地理

### 位置・広がり

#### 隣接コムーネ
隣接するコムーネは以下の通り。
- カルマニョーラ
- カスタニョーレ・ピエモンテ
- ラ・ロッジャ
- ロンブリアスコ
- モンカリエーリ
- オザージオ
- ピオーベジ・トリネーゼ
- ヴィッラステッローネ
- ヴィノーヴォ

## 行政

### 分離集落
カリニャーノには、以下の分離集落（フラツィオーネ）がある。
- Balbo, Brassi, Brillante, Campagnino, Ceretto, Gorrea, Tetti Bagnolo, Tetti Faule, Tetti Peretti e Tetti Pautasso, Gorra e Regione Olmi, Vallinotto